# Amaranthus cannabinus
Espèce
Amaranthus cannabinus, le chanvre de Virginie, est une espèce de plantes dicotylédones de la famille des Amaranthaceae, sous-famille des Amaranthoideae, originaire des États-Unis.
Ce sont des plantes dioïques, herbacées, à port dressé d'environ 2,5 mètres de haut, aux inflorescences en panicules composées. L'espèce se rencontre dans les marais salés et saumâtres le long de la côte est des États-Unis.

## Taxinomie

### Synonymes
Selon The Plant List (13 avril 2022)
- Acnida cannabina L.
- Acnida elliotii Raf.
- Acnida obtusifolia Raf.
- Acnida rhyssocarpa Spreng.
- Acnida salicifolia Raf.
- Amaranthus macrocaulos Poir.

### Variétés
Selon Tropicos (13 avril 2022) :
- Amaranthus cannabinus var. concatenatus Moq.